# Murat Mola

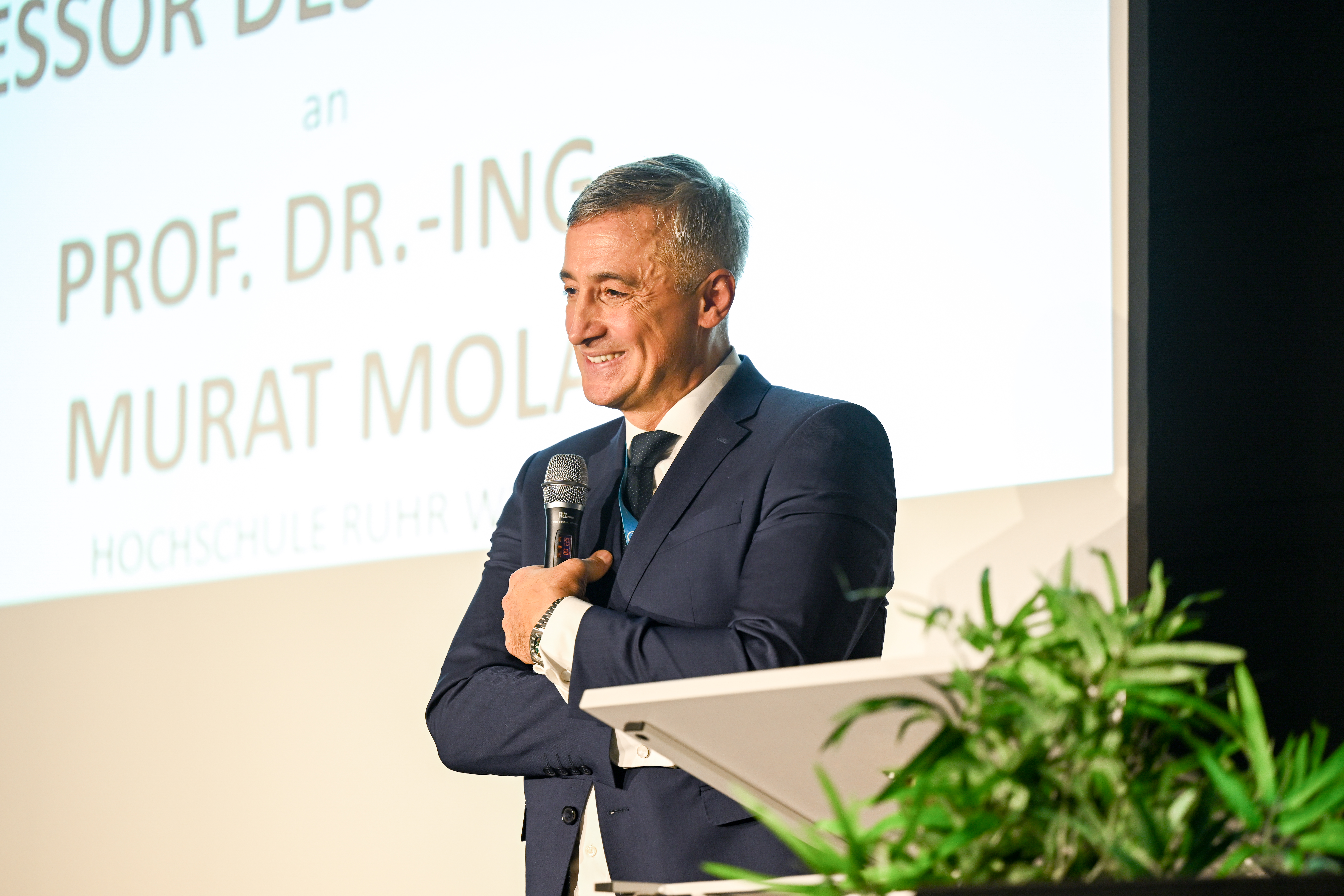
Murat Mola (2023)

Murat Mola (* 1967 in der Türkei) ist ein deutscher Professor und Ingenieur türkischer Abstammung und Professor am Institut Maschinenbau der Hochschule Ruhr West, Campus Mülheim an der Ruhr.

## Leben
Murat Mola wurde in der Türkei geboren und kam als Kind von Emigranten im Rahmen des Anwerbeabkommens zwischen der Bundesrepublik Deutschland und der Türkei 1968 mit seinen Eltern nach Deutschland. Nach seinem Hauptschulabschluss und einer anschließenden IHK-Industrieausbildung zum Betriebsschlosser (später Industriemechaniker) erlangte er neben seiner Berufstätigkeit sein Fachabitur und studierte an der heutigen Fachhochschule Südwestfalen Maschinenbau-Fertigungstechnik.
Neben seiner Berufstätigkeit als Ingenieur folgte ein weiteres Studium Maschinenbau-Werkstofftechnik an der Ruhr-Universität Bochum, wo er mit summa cum laude zum Thema Numerische Legierungsentwicklung von nickelreduzierten ferritisch-austenitischen Duplex-Stählen promoviert wurde. Gleichzeitig wirkte er als Dozent am internationalen Bildungszentrum Bochum e.V. zur Unterstützung nachhilfebedürftiger Lehrlinge in Metallberufen.
In seiner Dissertation befasste er sich mit der Optimierung der Gefüge-Berechnungsprogramme zur Herstellung von Lean-Duplexstählen. Der Werkstoff, zunächst nur am Computer entworfen, wurde marktreif getestet.
Nach der Promotion wechselte Mola zur ThyssenKrupp AG, arbeitete dort in verschiedenen Positionen und leitete als Abteilungsleiter das Zentrale Qualitätsmanagement der Strategischen Geschäftseinheit BU Stainless/Nirosta des Unternehmens.
Seine „numerische Legierungsentwicklung eines nickelreduzierten Duplex-Stahls“, durch die letzterer statt mit sechs mit nur einem Prozent Nickel auskommt und damit um ein Vielfaches kostengünstiger als vergleichbare Werkstoffe hergestellt werden kann, erhielt 2005 den ThyssenKrupp Werkstoff-Innovationspreis.
2010 erhielt Mola den Ruf auf eine Professur an der Hochschule Ruhr West und ist seitdem als Professor am Institut Maschinenbau für die Lehrgebiete Six Sigma und Lean Werkstoffe tätig. Seine Six Sigma Hochschulmodule Green Belt sowie Black Belt erfüllen deutschlandweit als einzige akademische Six Sigma Institution die hohen Anforderungen an eine industriebezogene Six Sigma Personenzertifizierung gemäß ISO 13053.
Molas beruflicher Lebenslauf wurde im Buch In bester Gesellschaft.100 türkische Erfolgsgeschichten aus Wirtschaft und Wissenschaft (herausgegeben 2011 von Florian Langenscheidt) veröffentlicht.

## Preise und Auszeichnungen
2005 erhielt Mola für seine Forschung auf dem Gebiet der Lean-Werkstoffe den Werkstoffinnovationspreis und wurde von der ThyssenKrupp AG mit dem Six Sigma Black Belt ausgezeichnet. 2023 wurde Mola von der Unicum-Stiftung als Professor des Jahres 2023 in der Kategorie „Ingenieurwissenschaften/Informatik“ ausgezeichnet.